# Zdeněk Vogel
Zdeněk Vogel (10. listopadu 1913 Kutná Hora – 9. prosince 1986 Praha) byl český zoolog a spisovatel.

## Biografie
Byl jedním z předních českých herpetologů a ochránců ohrožených druhů obojživelníků a plazů. Už od mládí jevil velký zájem o přírodu, především o ryby, obojživelníky a plazy. Později se v rámci studií zaměřil především na ekologii, etologii a ochranu nižších obratlovců.
Mnoho let byl vedoucím Herpetologické stanice v Praze 6 – Suchdole, kde studoval biologii vzácných (hlavně tropických) obojživelníků a plazů. Aby poznal život těchto zvířat v jejich přirozeném prostředí, podnikl cesty do nejjižnějších oblastí Evropy, na Kubu a do tropických oblastí Afriky a Jižní Ameriky. Všechny tyto cesty podnikl na pozvání tamějších vědeckých institucí a všechny měly za úkol nejen hlubší poznání přírody těchto zemí, ale především aktivní pomoc při ochraně ohrožených živočišných druhů a pomoc při zřizování národních parků, rezervací či chráněných oblastí.

## Dílo
Popsal řadu nových vědě dosud neznámých forem živočichů, publikoval několik set odborných a populárně vědeckých článků a pojednání v našich i zahraničních časopisech. Jako autor i spoluautor napsal 16 knih. Od založení Společnosti přátel Národního muzea v Praze vedl prof. Vogel její Ichtyologicko-herpetologickou sekci, byl místopředsedou vivaristického odboru Rybářské a vivaristické sekce České vědeckotechnické společnosti. Byl čestným členem Státního přírodovědeckého muzea ve Stuttgartu, členem Societas herpetologica europaea, společnosti Salamander a dalších odborných zahraničních společností.
Dlouhá desetiletí spolupracoval s Národním muzeem, kterému daroval mnoho vzácných, často nedostupných plazů, obojživelníků a ryb, které jsou dnes chloubou sbírek Národního muzea.

## Publikace
- Akvarijní rybky. 1955, 1965
- Na lovu vzácných krokodýlů. 1967
- Dobrodružství se zvířaty. 1972
- Džungle na tisíci ostrovech. 1973